# Джеймс Роббінс
Джеймс Роббінс (англ. James Robbins; нар. 14 червня 1967, Вашингтон, США) — американський рок-музикант. Відомий під псевдонімом J. Robbins.

## Кар'єра музиканта
Роббінс розпочав свою кар'єру як басист гурту Government Issue, а також був фронтменом у кількох гуртах: Jawbox, Rollkicker Laydown, Burning Airlines, Channels, Office of Future Plans. Та був басистом гурту Scream. Роббінс грав на бас-гітарі на дебютному синглі гурту Jack Potential, One Card Wonder / Blacktop Suicide (7" вінілова платівка), виданому лейблом DeSoto Records у 1993 році. Роббінс та Вік Бонді (Vic Bondi) грали у гурті Report Suspicious Activity, який випустив два альбоми на лейблі Alternative Tentacles Records.
Гурт Office of Future Plans підписав контракт з Dischord Records і 12 листопада 2011 року випустив свій єдиний однойменний альбом. У жовтні 2016 року гурт Office of Future Plans розпався.
31 травня 2019 року Роббінс випустив свій перший сольний альбом Un-Becoming. 2 лютого 2024 року Роббінс випустив другий сольний альбом Basilisk.

## Продюсер
Роббінс також є успішним продюсером та звуко-інженером для таких гуртів, як Vinny Vegas, I'm Glad It's You, Ponytail, Clutch (і сайд-проєкт The Bakerton Group), Jets to Brazil, Hey Mercedes, Shiner, Mock Orange, Bacchae, The Pauses, The Life and Times, Miranda Sound, Time Spend Driving, Faraquet, The Dismemberment Plan, The Monorchid, The Promise Ring, Dwindle, Pilot to Gunner, Paint It Black, None More Black, Jawbreaker, Discount, Against Me!, Goodbye Soundscape, Modern Life is War, Stapleton, Murder By Death, mewithoutYou, Black Cross (хардкор), Lemuria, Caustic Casanova, The Sword, Debate (з Сан-Паулу, Бразилія), Coliseum, Hammer No More the Fingers, Small Brown Bike, Broadcaster, Noyo Mathis і Nakatomi Plaza.
Скотт Сіскінд (Scott Siskind), соліст балтіморського гурту Vinny Vegas, оцінив підбадьорливе ставлення продюсера, особливо під час вокалу. Йому також сподобався ентузіазм Роббінса:
«Коли ви зустрічаєте людей, які займаються музикою протягом тривалого часу, вони можуть бути — я не хочу використовувати слово «змучені», але вони вже все бачили», — сказав Сіскінд. «Він безумовно був надзвичайно зворушений. Ви б виконали йому пісню, і він був би у захваті від цього. … Це спонукає докласти максимум зусиль».

## Особисте життя
Дружина Робінса — Джанет Морган, вони разом виступали у гурті Channels. У 2007 році у сина Роббінса, Каллума, діагностували спінальну м'язову атрофію, невиліковне нервове захворювання.
Для збору коштів на лікування Каллума Роббінса, було організовано низку благодійних концертів, у таких містах, як Чикаго, Вашингтон, Міннеаполіс і Нью-Йорк.